# Tour du Poitou-Charentes 1996
Il Tour du Poitou-Charentes 1996, decima edizione della corsa, si svolse dal 27 al 31 agosto 1996 su un percorso di 833 km ripartiti in 5 tappe (la quinta suddivisa in due semitappe), con partenza da Couhé e arrivo a Poitiers. Fu vinto dal francese Eddy Seigneur della Gan davanti ai suoi connazionali Jacky Durand e Emmanuel Hubert.

## Tappe
| Tappa  | Data      | Percorso                                   | km   | Vincitore di tappa | Leader cl. generale |
| ------ | --------- | ------------------------------------------ | ---- | ------------------ | ------------------- |
| 1ª     | 27 agosto | Couhé > Angoulême                          | 176  | Arnaud Pretot      | Arnaud Pretot       |
| 2ª     | 28 agosto | Angoulême > La Rochelle                    | 190  | Lauri Aus          | Stéphane Cueff      |
| 3ª     | 29 agosto | La Rochelle > Niort                        | 181  | Pascal Derame      | Jaan Kirsipuu       |
| 4ª     | 30 agosto | Niort > Chatellerault                      | 160  | Saulius Sarkauskas | Jaan Kirsipuu       |
| 5ª-1ª  | 31 agosto | Chatellerault > Dissay (cron. individuale) | 20,7 | Eddy Seigneur      | Eddy Seigneur       |
| 5ª-2ª  | 31 agosto | Dissay > Poitiers                          | 105  | Lauri Aus          | Eddy Seigneur       |
| Totale | Totale    | Totale                                     | 833  |                    |                     |

## Dettagli delle tappe

### 1ª tappa
- 27 agosto: Couhé > Angoulême – 176 km

| Pos. | Corridore     | Squadra | Tempo    |
| ---- | ------------- | ------- | -------- |
| 1    | Arnaud Pretot | Gan     | 3h58'20" |
| 2    | René Andrle   |         | a 4"     |
| 3    | David Guest   |         | a 8"     |

| Pos. | Corridore     | Squadra | Tempo |
| ---- | ------------- | ------- | ----- |
| 1    | Arnaud Pretot | Gan     |       |

### 2ª tappa
- 28 agosto: Angoulême > La Rochelle – 190 km

| Pos. | Corridore     | Squadra           | Tempo    |
| ---- | ------------- | ----------------- | -------- |
| 1    | Lauri Aus     | Mutuelle de Seine | 5h01'51" |
| 2    | Franck Bouyer | Agrigel           | s.t.     |

| Pos. | Corridore      | Squadra           | Tempo    |
| ---- | -------------- | ----------------- | -------- |
| 1    | Stéphane Cueff | Mutuelle de Seine | 9h01'11" |

### 3ª tappa
- 29 agosto: La Rochelle > Niort – 181 km

| Pos. | Corridore         | Squadra          | Tempo    |
| ---- | ----------------- | ---------------- | -------- |
| 1    | Pascal Derame     | Gan              | 4h08'34" |
| 2    | Marek Lesniewski  | Aubervilliers 93 | s.t.     |
| 3    | Martial Locatelli | Petit Casino     | s.t.     |

| Pos. | Corridore     | Squadra      | Tempo     |
| ---- | ------------- | ------------ | --------- |
| 1    | Jaan Kirsipuu | Petit Casino | 13h10'34" |

### 4ª tappa
- 30 agosto: Niort > Chatellerault – 160 km

| Pos. | Corridore          | Squadra      | Tempo    |
| ---- | ------------------ | ------------ | -------- |
| 1    | Saulius Sarkauskas | Recer        | 3h40'14" |
| 2    | Armin Meier        | PMU Romand   | s.t.     |
| 3    | Jaan Kirsipuu      | Petit Casino | s.t.     |

| Pos. | Corridore     | Squadra      | Tempo     |
| ---- | ------------- | ------------ | --------- |
| 1    | Jaan Kirsipuu | Petit Casino | 16h50'46" |

### 5ª tappa - 1ª semitappa
- 31 agosto: Chatellerault > Dissay (cron. individuale) – 20,7 km

| Pos. | Corridore       | Squadra | Tempo   |
| ---- | --------------- | ------- | ------- |
| 1    | Eddy Seigneur   | Gan     | 25'01"  |
| 2    | Jacky Durand    | Agrigel | a 1'10" |
| 3    | Emmanuel Hubert | Gan     | a 1'38" |

| Pos. | Corridore     | Squadra | Tempo |
| ---- | ------------- | ------- | ----- |
| 1    | Eddy Seigneur | Gan     |       |

### 5ª tappa - 2ª semitappa
- 31 agosto: Dissay > Poitiers – 105 km

| Pos. | Corridore          | Squadra           | Tempo    |
| ---- | ------------------ | ----------------- | -------- |
| 1    | Lauri Aus          | Mutuelle de Seine | 2h31'03" |
| 2    | Saulius Sarkauskas | Recer             | a 5"     |
| 3    | Jaan Kirsipuu      | Petit Casino      | s.t.     |

| Pos. | Corridore       | Squadra | Tempo     |
| ---- | --------------- | ------- | --------- |
| 1    | Eddy Seigneur   | Gan     | 17h15'54" |
| 2    | Jacky Durand    | Agrigel | a 1'10"   |
| 3    | Emmanuel Hubert | Gan     | a 1'35"   |

## Classifiche finali

### Classifica generale
| Pos. | Corridore       | Squadra                    | Tempo     |
| ---- | --------------- | -------------------------- | --------- |
| 1    | Eddy Seigneur   | Gan                        | 17h15'54" |
| 2    | Jacky Durand    | Agrigel-La Creuse-Fenioux  | a 1'10"   |
| 3    | Emmanuel Hubert | Gan                        | a 1'35"   |
| 4    | Stéphane Cueff  | Mutuelle de Seine-et-Marne | a 1'56"   |